# Життя Балтазара Руссова
Життя Балтазара Руссова (естн., дослівний переклад між трьома чумами ; назва в німецькому перекладі: Життя Балтазара Руссова, 1986) — назва чотиритомного історичного роману естонського письменника Яана Кросса (1920—2007).

## Походження та історія видання
У певному сенсі роман виник як «побічний продукт» кіносценарію, запропонованого радянськими кіночиновниками: під час візиту до Таллінна в середині 1960-х років вони були здивовані, що в естонців немає історичного фільму про їхню республіку. У результаті естонський літературний діяч і перекладач Лембіт Реммельґас доручив Яану Кросу створити сценарій для такого фільму. Цей фільм так і не був повністю знятий, є лише коротка телевізійна версія, але автор зібрав достатньо матеріалу, щоб перетворити його на чотиритомний роман.
Як це було звичайною практикою в тодішній Радянській Естонії, повний роман, над яким автор працював понад десять років, був раніше опублікований у провідному естонському літературному журналі Looming. Перша частина вийшла в номерах 5–7 за 1970 рік, друга — у номерах 1–2/1972. Третій том містить дві частини, які були розділені між номерами 9-10/1975 та 6-7/1976. Четвертий і останній том також складається з двох частин, які були поділені на номери 5–7/1979 та 3–4/1980. Роман був опублікований книгою в чотирьох томах естонським державним видавництвом Eesti Raamat у 1970, 1972, 1977 і 1980 роках. Для 65-го Спецвидання в одному томі вийшло до дня народження автора 1985 року, потім двотомне видання як частина шеститомного трудового видання, з якого з'явилися лише перші два томи. Нарешті роман вийшов знову в перших трьох томах повного видання.

## Романний сюжет

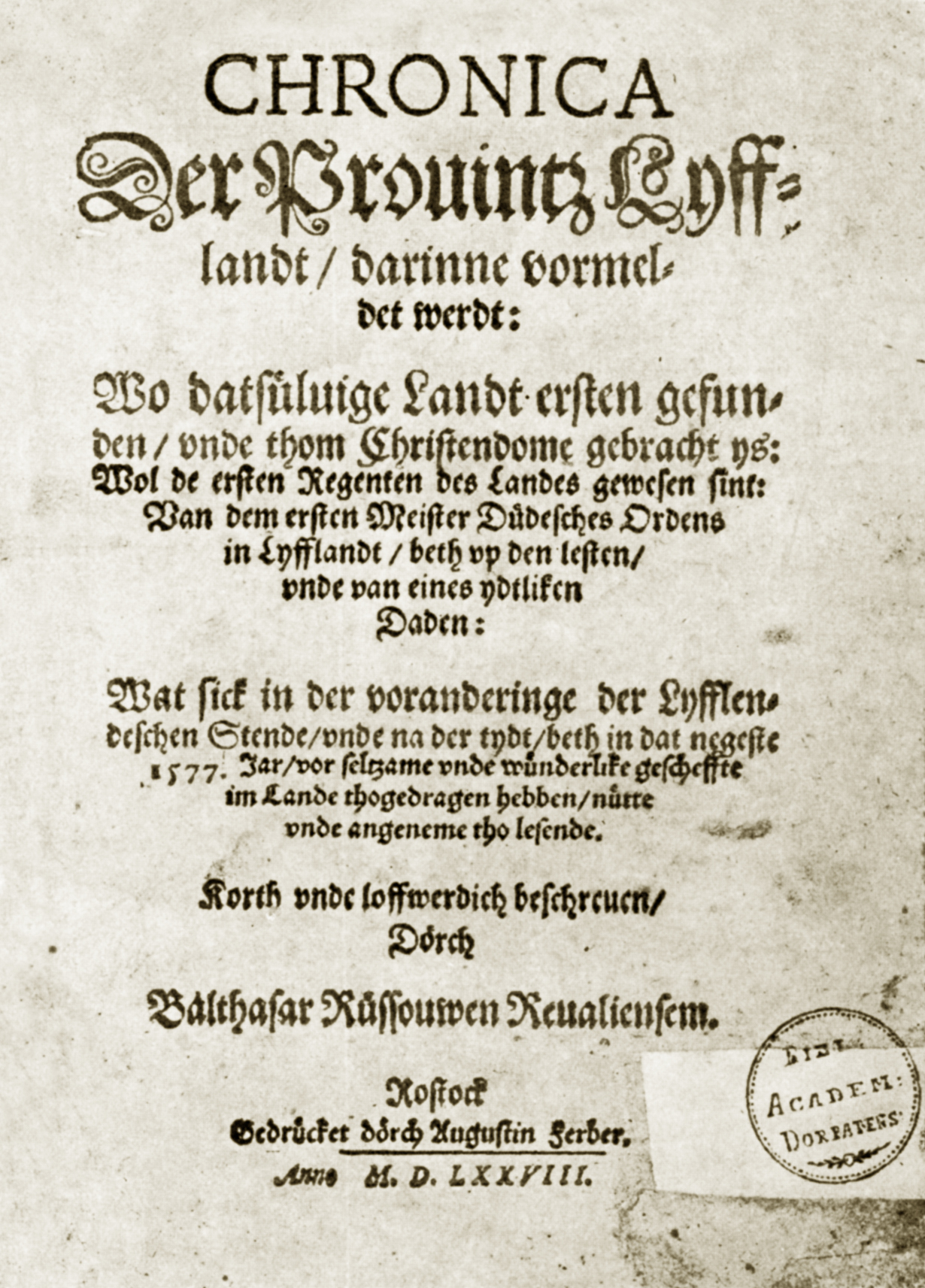
Перше видання Хроніки Руссова, Росток 1578

Як і підзаголовок оригінального видання та основна назва деяких перекладів стверджує, що роман описує життя Балтазара Руссова, хроніста XVI століття. Ця автентична особа жила приблизно з 1536 по 1600 рік і сьогодні найбільш відома як автор нижньонімецької хроніки провінції Ліфландт, яка вийшла в трьох виданнях і досі є важливим джерелом для історії регіону в XVI столітті. Історик Пауль Йогансен висунув тезу або правдоподібно довів, що Руссов, ймовірно, був естонського походження, тому Яану Кросу прийшла в голову ідея написати такий біографічний роман.
Перша частина роману охоплює період з 1547 по 1558 рік і починається з появи італійських жонглерів, які протягнули канат від вежі Олайкірхе до міської стіни. Талліннський школяр Балтазар захоплюється карколомними подвигами художників і дивується, як їм це вдається. Так на початку формулюється пошук істини, яку головний герой не покине до кінця життя. У подальшому в книжці на основі шкільної кар'єри Балтазара малюється складна картина пізньосередньовічного Таллінна. Після потрясінь Реформації релігійний орден занепадає, але мир усе ще панує.
Друга частина охоплює період між 1558 і 1562 роками і, таким чином, починається з року, коли почалася Лівонська війна. Для Руссова це означало роки навчання в Штеттіні, короткочасно також у Віттенберзі та Бремені, тоді як Таллінн переживав бурхливі часи, і місто підпорядковувалося шведському королю. Водночас у країні лютують ворожі війська, панує смута у селян. Балтазар навіть ненадовго повертається інкогніто і приєднується до повстанців.
У третій частині, яка розгортається між 1562 і 1578 роками, в країні все ще вирує війна. Балтазар отримав першу посаду диякона, а з 1566 року був пастором у церкві Святого Духа в Таллінні. Тут під час проповіді у нього виникає ідея написати хроніку подій на батьківщині. Відтоді він збирає матеріали з усіх можливих джерел, що не без ризику в непевні часи війни. Наслідки — конфлікти та інтриги. Він одружується зі своєю першою дружиною Ельсбет Ганандер і переживає кілька епідемій чуми, які спустошують місто. Наприкінці третього тому по дорозі в Росток головний герой згадує про свій рукопис.
Четверта частина починається з публікації книги і охоплює період з 1578 року до смерті Балтазара в 1600 році. Але часи все ще тривожні, чума знову лютує і забирає його дружину та дітей. Водночас Балтазар працює над новим виданням своєї книги. Він одружувався ще двічі, в 1582 році на Маргарете фон Гельдерн, в 1593 році на Анні Баде, при цьому з коханою молодості Епп не вступав у законні стосунки, але не забував і про неї. Адже саме вона наприкінці роману лишається біля смертного ложа Балтазара.
Загалом роман дає не лише масштабну картину історії XVI ст Століття в Естонії, а й багатошаровий філософський розгляд вічної проблеми, оскільки її «тема пошуку істини, а також пов'язані з цим ускладнення можуть бути перенесені в інші епохи». Водночас він розрізняє різні «соціальні, культурні та національні світи» між якими перебуває Балтазар Руссов.

## Оцінка
Роман характеризується трьома властивостями, які усі разом роблять його особливо цінним. З одного боку, є мовна сила, яка виражається не лише в «бароковому багатослів'ї», а й у складній і яскраво образній мові, яку естонський письменник Яан Ундуск влучно описав так у своїй шані Яан Кросс: Ви майже ніколи просто не пишете: "Вона сіла на ліжко. Ви також не пишете точніше: "Вона сіла на покривало. Ви навіть не пишете: «Вона сіла на хутряне покривало шлюбного ложа». Ви зазвичай пишете хоча б так: «Вона сіла на поїдене міллю в недоступних кінцях собаче покривало двоспального ліжка, яке вже злегка скрипіло під матрацом. »
Другий — філософський вимір, який робить роман позачасовим. «Я не знаю, — нерішуче відповіла Ельсбет, — але якщо ви кажете, що ваша робота має зберігати правду, то що ж, це не сподобається всім можновладцям…» Ця проблема не обмежується лише XVI століттям, але є універсальною. І, звісно, якщо врахувати, що роман був опублікований у 1970-х роках, тобто в зеніті брежнєвської політики застою, не можна не помітити алегорію умов Радянського Союзу. Проблемна сфера влада — лояльність — спротив як одна з головних тем автора знаходить тут глибоке трактування.
По-третє, інтригуючий, складний сюжет просто захоплює, водночас подається монументальна історична панорама XVI ст. століття. Це вміло ілюструє складну історію Естонії. Після краху релігійного ордену країні довелося самостверджуватися, а не тільки справлятися з фактичними епідеміями чуми, які явно вирували в країні в 1549, 1553, 1565/1566, 1570/1571 і 1579/1580 роках. Також можна назвати «епідемії чуми» війські держав, які вторглися, а це означає Московію, Річ Посполиту та Швецію. На додаток до цієї глобальної перспективи також майстерно представлено складну соціальну структуру ганзейського міста кінця Середньовіччя.

## Відзиви

### Відзиви в Німеччині
Перший німецький переклад був опублікований у НДР видавництвом Rütten & Loening: Jaan Kross: The life of Balthasar Rüssow. Історичний роман. Переклад з естонської Гельги Війра [1. і 2. Книга]; Переклад з російської Барбари Гейткам [3. і 4. Книга]. 3 томи на касеті. Berlin: Rütten & Loening 1986. 522 + 448 + 502 сторінки. Наклад 10 000 примірників. Він отримав кілька позитивних відгуків.
Нове видання, опубліковане у видавництві Carl Hanser Verlag у 1995 році, привернуло більшу увагу після того, як там уже були опубліковані «Божевільний цар» (1990) і «Від'їзд професора Мартенса» (1992): Яан Кросс: Життя Балтазара Руссова. Роман. Переклали Хельга Війра та Барбара Хейткам. Munich, Vienna: Hanser 1995. 1465 pp. Це видання рецензували більше двох десятків разів і загалом дуже позитивно. Карл-Маркус Гаусс назвав роман «уроком сили та опору». Роком пізніше роман був опублікований у тому ж перекладі Gutenberg Book Guild і в 1999 році dtv-Verlag.

### Переклади іншими мовами
- 1975—1982: рос. — Между тремя поветриями (Ольга Самма). Москва: Сов. писатель.
- 1979: польська — Trzy bicze czarnej śmierci czyli Opowieść o Baltazarze Russowie (Wieslawa Karaczewska). Варшава: Panstwowy Instytut Wydawniczy. 456 с (тільки частини 1 і 2)
- 2003: фінська — Uppiniskaisuuden kronikka (Кайсу Лахікайнен, Йоуко Ванханен). Гельсінкі: WSOY. 1245 стор.
- 2012: латиська — Stūrgalvības hronika (Maima Grīnberga). Рига: Яніс Розе. 1104 стор.
- 2016-: Англійська — The Ropewalker. Між трьома чумами том. 1 (Меріке Лепасаар Бічер). Лондон: MacLehose Press. 544 с.; Народ без минулого. Між трьома чумами том. 2 (Меріке Лепасаар Бічер). Лондон: MacLehose Press. 2017. 432 с.; Книга брехні. Між трьома чумами том. 3 (Меріке Лепасаар Бічер). Лондон: MacLehose Press. 2022. 496 с.
- 2018: голландська — Tussen drie plagen. Vertaald Франса ван Неса та Джессі Німейера. Амстердам: Prometheus 2018. 1017 стор.
- 2020-: Литовська — Lyno akrobatas. Tarp trijų marų. я; II. (Danutė Sirijos Giraitė) Baltos Lankos, 2020. 564 с.; Žmonės be praeities. Tarp trijų marų. (Дануте Сірійос Гірайте). Балтос Ланкос, 2022. 448 с.